# X-15
Х–15 е експериментална програма на НАСА и USAF за осъществяване на хиперзвуков полет на големи разстояния и големи височини. За целта е конструиран ракетоплан, част от експерименталните летателни апарати серия Х на USAF, USN и НАСА, включваща още Bell X-1B и Douglas X-3 Stiletto. Програмата е с продължителност дванадесет години и обхваща периода между 1958 и 1970 г. От предвидените 200 изпитателни полета са осъществени 199, за 9 години – от 1959 до 1968 г. През 2012 г. Норт Американ X– 15 А е официално признат от FAI за най-бързия летателен апарат пилотиран някога от човек.

## История
Идеята за построяването на самолет с ракетен двигател, пилотиран от човек се заражда през 1947 г., а се оформя окончателно към края на 1952 г. Главен идеолог на ракетоплана е д-р Валтер Роберт Дорнбергер (6 септември 1895 – 27 юни 1980 г.) – германски учен, привлечен на работа в корпорацията Bell. Именно в неговото конструкторско бюро на 30 декември 1954 г. е представен проектът за хиперзвуковия ракетоплан, а на 4 февруари 1955 г. – този за ракетния двигател. Финансирането на Програмата се осъществява от USAF (95%) и USN (5%). През ноември 1955 г. North American Aviation печели контракт за построяването на три машини. Ръководител на проекта е инженер Чарлз Харисън. Фирмата Reaction Motors Inc. си осигурява договор за производство на ракетния двигател. Още на следващата 1956 г. е готов двигателя XLR99 и са започнати стендовите му изпитания. Първият екземпляр слиза от поточната линия на завода в Ингълуд, Калифорния на 17 октомври 1958 г. Първия полет по Програмата е извършен на 8 юни 1959 г. от Скот Кросфийлд, фирмен тест пилот. Полетът е безмоторен – планиране след отделяне от самолета – носител. На 17 септември 1959 г. отново той извършва Полет 2, който се приема за официално представяне на ракетоплана. Този полет вече се извършва с тягата на собствения двигател (ракетен XLR11). На 15 ноември 1960 г. е извършен първия полет с ракетния двигател XLR99. Пилот на този полет е Скот Кросфийлд. Достигната е скорост Мах 2,11 (2532 км/час). Последния полет 199 е осъществен на 24 октомври 1968 г. от Бил Дана. Полет 200 (по програма последен) с пилот Пийт Найт е бил предвиден за 21 ноември 1968 г., но поради технически проблеми с ракетоплана е отлаган шест пъти и на 20 декември 1968 г. е окончателно отменен. Цялата Програма Х-15 е прекратена през декември 1970 г. Между 1959 и 1968 година ракетоплана установява голям брой скоростни и височинни рекорди, ненадминати и до днес, достига (при два от полетите дори надминава) границата с космоса и осигурява ценни данни, които са използвани за проектиране на по-късни самолети и космически кораби.

## Хронология
- Юни 1952 – Комисията по аеродинамика на НАСА взема решение за конструиране на ракетоплан способен да достигне хиперзвукови скорости до Мах 10.
- Септември 1952 – В НАСА започват първоначални проучвания свързани с новата задача.
- Декември 1954 – НАСА кани компании от аерокосмическата индустрия, които да представят свои разработки на база основните изисквания.
- Ноември 1955 – North American Aviation печели контракт за построяване на три машини.
- Февруари 1956 – Reaction Motors Inc. е избран за субконтрактор на ракетния двигател.
- Септември 1957 – North American Aviation приключва с етапа на проектиране и започва производството на първия ракетоплан Х–15 А–1.
- Октомври 1958 – Произведен е Х–15 А–1.
- Април 1959 – Произведен е Х–15 А–2.
- Юни 1959 – Първи безмоторен планиращ полет за изпитание на системите за управление на малка височина. Пилот на този полет е Скот Кросфийлд.
- Септември 1959 – Първи полет на Х–15. Пилот Скот Кросфийлд.
- Март 1960 – Джо Уокър осъществява първия полет на Х–15 под егидата на НАСА.
- Ноември 1960 – Първи полет с използване на двигателя Thiokol XLR 99-RM-2. Пилот на този полет е Скот Кросфийлд.
- Март 1961 – Първи полет на Мах 4. Пилот Робърт Уайт.
- Юни 1961 – Първи полет на Мах 5. Пилот Робърт Уайт.
- Октомври 1961 – Първи полет над 61 км. височина.
- Ноември 1961 – Първи полет на Мах 6. Пилот Робърт Уайт.
- Декември 1961 – Произведена е последната машина Х–15 А–3.
- Юли 1962 – Първи полет над 91.5 км. височина.
- Август 1963 – Суборбитален космически полет. Пилот Джо Уокър.
- Януари 1964 – Полет №100 в Програмата Х–15. Пилот на юбилейния полет е Робърт Рашуорд.
- Юни 1964 – Първи полет след ремонта и реконструкцията на Х–15 А–2.
- Октомври 1967 – Световен рекорд по скорост за крилата машина; 7274 км/час постигнати от Пийт Найт.
- Ноември 1967 – Първа и единствена катастрофа с човешка жертва в Програмата Х–15.
- Октомври 1968 – Мисия №199 в Програмата Х–15. Последен полет на ракетоплана с пилот Бил Дана.
- Декември 1968 – Последния полет №200 в Програмата Х–15 е отменен окончателно.
- Декември 1970 – Край на Програмата Х–15.

## Дизайн и разработка
Подобно на повечето летателни апарати от серията Х, Х-15 стартира във въздуха от пилон на бомбардировач B-52, първоначално предназначен за изпитание на голяма крилата ракета Hound Dog. Самолетът, наречен носител, има за цел да издигне ракетоплана над земната повърхност, където съпротивлението на въздуха е по-малко и тягата на ракетния двигател позволява достигането на много високи скорости. Обикновено изстрелването се осъществява на височина 8,5 мили (13.7 км) при скорост на самолета носител от 500 мили в час (805 км/час). Приземяването се извършва върху две ски (за пестене на тегло и опростяване на конструкцията е избегната колесната схема) и носов колесник. При приземяването се счупва долния вертикален кил, който се заменя с нов за всеки следващ полет. Това е единствения детайл с еднократна употреба в цялата конструкция на ракетоплана. При развитието на конструкцията в началото на 60–те години долния вертикален кил се отстрелва с помощта на пиропатрони от пилота непосредствено преди приземяването и се спасява за следваща употреба с помощта на малък парашут.

### Аеродинамика и фюзелаж
Фюзелажа на X–15 е дълъг и цилиндричен, със задни обтекатели, дебели опашни стабилизатори и долен вертикален кил. Части от фюзелажа са направени от специална топлоустойчива никелова сплав (Inconel – X 750), способна да понася температурни натоварвания от порядъка на 700 °C. В конструкцията са използвани масово титан и стомана за постигане на по-голяма здравина и повишаване на термичната устойчивост. Носовия колесник е прибиращ се, а задното шаси е максимално опростено и представлява две ски. Дебелата клиновидна опашка на ракетоплана осигурява висока стабилност на хиперзвукови скорости. При по-ниски скорости е аеродинамично неефективна поради твърде голямото съпротивление. Вертикалния кил е направен с площ, равна на 60% от площта на крилото, с цел повишаване на попътната устойчивост на Х–15. При хиперзвукова скорост ракетоплана се стабилизира допълнително и от страничното опашно оперение, проектирано също с относително по-голяма площ. Въпреки тези особености на конструкцията при изпитанията в аеродинамичен тунел е установено, че Х–15 има относително съпротивление равно на това на изтребителя F-104 Старфайтър, който по това време е еталон за аеродинамика и аеродинамично съвършенство.

### Двигатели и гориво
При първите полети на ракетоплана е използван двигателя Reaction Motors XLR11 с тяга 250 kN. Този двигател използва за гориво етилов алкохол, а за окислител – течен кислород. Двигателят е с много добра тяга, но е твърде неикономичен – може да изгори 6804 кг. гориво за 80 сек. Натоварва по-малко цялата конструкция, поради което е предпочетен в началния етап от програмата. От края на 1960 г. конструкторите използват оригинално създадения за Х-15 двигател XLR99 с тяга 313 kN и оптимизирано подаване на горивната смес. По-точно, в ракетоплана се монтира втората подобрена версия на този двигател – Thiokol XLR 99-RM-2, тъй като първия вариант се използва само при стендовите изпитания. Двигателя работи с гориво амоняк и окислител – течен кислород. Турбо-помпите му се задвижват от водороден прекис. Достига максимална тяга на височина над 30 км, поради което скоростните рекорди са установявани във височинния диапазон 30 – 40 км. Освен основния двигател, Х-15 има и дванадесет по-малки двигатели за маневриране и ориентация, които се използват във високите слоеве на атмосферата. Те се намират на върха на конструкцията и всеки един от тях е с променлива мощност, която варира в границите 8 – 12 кгс. Тези двигатели работят с водороден прекис. На борда на ракетоплана има още два резервоара за хелий и течен азот, използвани като охладители на различни бордови системи.

### Интерфейс човек – машина
Взаимодействието „човек – машина“ е в основата на успеха или провала на всяка една от мисиите на ракетоплана Х–15. Управлението на такъв летателен апарат в стратосферата е толкова сложно, че учените от проекта смятат ръчния контрол на машината за невъзможен. В крайна сметка управлението на ракетоплана става възможно благодарение на съчетаване на две системи на управление – ръчна и автоматична. При първата (т. нар. SAS), двигателят за ориентация се управлява ръчно с помощта на един джойстик (в първия вариант – три). При втората (т. нар. RAS) – двигателят за ориентация се управлява автоматично в продължение на три минути, след което системата се изключва сама. Обикновено автоматичният режим се използва за стабилизиране на апарата на много големи височини. За успешното обучение на пилотите е създаден специален симулатор, връх на инженерната мисъл по това време. Изпитателите прекарват стотици часове на симулатора, всеки един полет се моделира в продължение на месеци. Конфигурацията на уредите за управление е променяна според желанието на пилотите и всеки един от тях разполага със собствен полетен инженер (подобно на пилотите от Формула едно), който отговаря за подготовката на ракетоплана за полет. Илюминаторите на пилотската кабина са изработени от специално термоустойчиво стъкло с вградени нагреватели против обледеняване. Голям проблем се оказват и претоварванията, на които са подложени пилотите. При нито един от всичките 199 полета, пулсът на пилота – изпитател не паднал под 145 удара в минута. Обичайно при полет стойностите се колебаят между 160 и 190, но при не малка част от тях достигат и над 200 удара в минута. Телесната температура на пилотите се покачва над 39 °C. Полетите се извършват със скафандри, подобни на тези при космическите кораби. На височина над 10 700 м. налягането в кабината е 0,24 атм. Пилотите дишат смес от азот и кислород. Катапултното кресло е със специален подглавник за понасяне на ускорението и може да се използва до височина 36 600 м. и скорост от 120 км/час до Мах 4 (около 4800 км/час).

## Спецификации и изпълнение на ракетоплана Х–15

### Спецификации на ракетоплана Х–15
- Екипаж – 1 човек;
- Дължина – 15,45 м.;
- Разпереност на крилата – 6,8 м.;
- Обща площ на крилата – 18,6 м².;
- Височина – 4,12 м.;
- Маса: * празен – 6620 кг.; * максимална – 15420 кг.
- Двигател – 1 Thiokol XLR 99-RM-2, ракетен, с течно гориво и тяга 313 kN на височина 30 км.

### Изпълнение на ракетоплана Х–15
- Максимална скорост – Мах 6.72 (4520 мили в час, 7274 км/час);
- Максимална далечина на полета – 450 км. (до 540 км за рекоструирания X-15 A-2 – 56 – 6671);
- Максимална височина на полета – 67 мили (108 км);
- Набиране на височина – 18 288 метра/минута;
- Ускорение – 39 метра/секунда;
- Продължителност на полета – около 12 минути;
- Термично натоварване – до 650 °C;
- Максимално понесено претоварване – около 17 g.
- Съотношение тяга/тегло – 2.07

## Летателни апарати
Пет летателни апарата са използвани в Програмата X-15: три ракетоплана Норт Американ X–15 А и два специално модифицирани от НАСА тежки стратегически бомбардировача Боинг B-52 „Стратофортрес“:
* X-15 A-1 – 56 – 6670, 82 самостоятелни полета; намира се в Националния музей на въздухоплаването и аеронавтиката във Вашингтон, Федерален окръг Колумбия, САЩ.
* X-15 A-2 – 56 – 6671, 53 самостоятелни полета; намира се в Националния музей на USAF в авиобазата Райт Патерсън, близо до град Дейтън, Охайо, САЩ.
* X-15 A-3 – 56 – 6672, 64 самостоятелни полета; унищожен по време на полет на 15 ноември 1967 г.
* NB-52A – 52 – 003 (свален от експлоатация през октомври 1969 г.); намира се в Пима музей в град Тусон, Аризона, САЩ. От него за осъществени 72 изстрелвания на ракетоплана Х-15.
* NB-52B – 52 – 008 (свален от експлоатация през ноември 2004); намира се в Центъра за подготовка на USAF Драйдън в авиобазата Едуардс, Калифорния, САЩ. От него са осъществени 127 изстрелвания на ракетоплана Х-15.
X-15 A-2 – 56 – 6671 претърпява авария по време на приземяване. Летателният апарат е възстановен напълно и удължен с 0,73 м. за увеличаване обема на горивните резервоари. Корпусът на тази машина е изцяло облицован със специалната топлоустойчива никелова сплав (Inconel – X 750). Именно вторият ракетоплан на 3 октомври 1967 г. по време на Полет 188 достига максималната скорост от 7274 км/ч.

## Организации и пилоти в Програмата Х–15

### Организации
Пет организации участват в първите етапи от Програмата Х–15: НАСА, USAF, USN, North American Aviation и Douglas Aircraft Corporation. Всички те излъчват свои тест пилоти на пропорционален принцип. При стартиране на полетните изпитания Douglas Aircraft Corporation и USN се оттеглят от Програмата. Поради това пилота на Дъглас Еъркрафт Уилям Бриджмън не е включен в полетните графици. USN остава само с един представител – действащия боен пилот Форест Петерсен. Фирмата производител на фюзелажа North American Aviation участва с единия от фирмените си тест пилоти Скот Кросфийлд, който осъществява първите полети по Програмата, докато Алвин Уайт не взема участие в нея. Основната тежест по изпитанията пада върху пилотите на НАСА и USAF, поради което приносът на тези две организации е най-голям:
| № | Организация                  | Емблема | Брой пилоти | Брой полети |
| - | ---------------------------- | ------- | ----------- | ----------- |
| 1 | НАСА                         |         | 5 пилоти    | 91 полета   |
| 2 | USAF                         |         | 5 пилоти    | 89 полета   |
| 3 | North American Aviation      |         | 1 пилот     | 14 полета   |
| 4 | USN                          |         | 1 пилот     | 5 полета    |
| 5 | Douglas Aircraft Corporation |         | няма пилот  | няма полет  |

### Пилоти
Дванадесет пилоти осъществяват 199 изпитателни полета по Програмата Х–15. Това са: Майкъл Адамс (USAF); Нийл Армстронг (НАСА); Скот Кросфийлд (North American Aviation); Бил Дана (НАСА); Джо Енгъл (USAF); Пийт Найт (USAF); Джон Маккей (НАСА); Форест Петерсен (USN); Робърт Рашуорд (USAF); Милт Томпсън (НАСА); Джо Уокър (НАСА) и Робърт Уайт (USAF). Всичките дванадесет пилоти по Програмата Х-15 са удостоени с най-високите отличия (същите получават и американските астронавти) за участието си в полетите на най-бързата машина пилотирана от човек в земната атмосфера. Броя на извършените полети е както следва:
| 1 | Робърт Рашуорд  | USAF                    | 34 полета | 56 – 6670 (13), 56 – 6671 (12), 56 – 6672 (9) |
| 2 | Джон Маккей     | НАСА                    | 29 полета | 56 – 6670 (12), 56 – 6671 (11), 56 – 6672 (6) |
| 3 | Джо Уокър       | НАСА                    | 25 полета | 56 – 6670 (13), 56 – 6671 (3), 56 – 6672 (9)  |
| 4 | Бил Дана        | НАСА                    | 16 полета | 56 – 6670 (6), 56 – 6671 (1), 56 – 6672 (9)   |
| | Джо Енгъл       | USAF                    | 16 полета | 56 – 6670 (7), 56 – 6672 (9)                  |
| | Пийт Найт       | USAF                    | 16 полета | 56 – 6670 (6), 56 – 6671 (8), 56 – 6672 (2)   |
| | Робърт Уайт**   | USAF                    | 16 полета | 56 – 6670 (6), 56 – 6671 (6), 56 – 6672 (4)   |
| 8 | Скот Кросфийлд  | North American Aviation | 14 полета | 56 – 6670 (2), 56 – 6671 (12)                 |
| | Милт Томпсън    | НАСА                    | 14 полета | 56 – 6670 (5), 56 – 6672 (9)                  |
| 10 | Майкъл Адамс†   | USAF                    | 7 полета  | 56 – 6670 (4), 56 – 6672 (3)                  |
| | Нийл Армстронг  | НАСА                    | 7 полета  | 56 – 6670 (3), 56 – 6672 (4)                  |
| 12 | Форест Петерсен | USN                     | 5 полета  | 56 – 6670 (4), 56 – 6671 (1)                  |
| † Загинал при катастрофата през 1967 г. • ** Дубльор на Айвън Кинкелоу, загинал преди началото на Програмата Х – 15. |                 |                         |           |                                               |

## Рекордни полети по Програмата Х–15
По програмата Х-15 са регистрирани рекорди по достигната височина и скорост на полета, както и по претоварване понесено от пилотите, немислими за нито един друг летателен апарат, пилотиран от човек в земната атмосфера. Установените рекорди по височина и скорост са представени в Таблици 3, 4 и 5. По отношение на претоварването, обичайното е било в рамките на 8 – 12 g далече превишаващо и най-бързите съвременни изтребители. При някои от „по – горещите“ полети претоварването на пилота е достигало на моменти до 15 g.

### Рекорди за достигната височина на полета
Дълги години различни организации и научни среди водят дебати за това, къде точно започва космическото пространство. Тъй като по Програмата Х–15 е достигната огромна височина и буквално „границата на космоса“, е интересно да се проследи до каква степен тази граница е преодоляна по време на експерименталните полети на ракетоплана.

#### Определение
Съществуват две дефиниции за „космически полет“ и присвояване на званието „астронавт“, според достигнатата височина на полета. По предложение на USAF за астронавт се признава всеки пилот достигнал височина 50 мили (80.5 км) и повече. Тъй като тази граница е до известна степен механично определена, други организации не се съгласяват с това определение. Международната федерация по аеронавтика (FAI) регламентира космическия полет като навлизане в космическото пространство, при което достигнатата височина на полета трябва да бъде по-голяма от 100 км. Това е така, защото според световната научна общност границата на атмосферата е точно сто километра – т. нар. „Линия Карман“ (на името на американския физик, който през 50-те години на 20 век предлага дефиницията „космическо пространство“. Двете определения съществуват съвместно дълги години, а за американските историци в абластта на астронавтиката са в сила и до днес. FAI (както и НАСА) се придържа строго към втората дефиниция, така че тя е официално приетата според световните стандарти. НАСА присъжда званието „астронавт“ и почетният знак „астронавтски крила на НАСА“ само на пилот преминал границата от 62 мили (100 км) височина на полета. Тринадесет полета на X–15 надминават височината от 50 мили (80.5 км), а два от тях надхвърлят и сто километровата граница:
| № | Пилот          | Организация | Според USAF | Според FAI |
| - | -------------- | ----------- | ----------- | ---------- |
| 1 | Джо Уокър      | НАСА        | 3           | 2          |
| 2 | Джо Енгъл      | USAF        | 3           | 0          |
| 3 | Бил Дана       | НАСА        | 2           | 0          |
| 4 | Робърт Уайт    | USAF        | 1           | 0          |
| 5 | Джон Маккей    | НАСА        | 1           | 0          |
| 6 | Робърт Рашуорд | USAF        | 1           | 0          |
| 7 | Пийт Найт      | USAF        | 1           | 0          |
| 8 | Майкъл Адамс   | USAF        | 1           | 0          |

На Джо Уокър (преминал границата от 100 км) е признато участие в два суборбитални космически полета с обща продължителност 22 минути и той получава званието „астронавт“ и почетният знак „астронавтски крила на НАСА“. Технически погледнато Уокър става и първия човек в света с два космически полета (първите трима в света с два космически полета са както следва: 1. Джо Уокър – Х-15, два суборбитални космически полета показани в таблицата; 2. Върджил Грисъм – Мъркюри 4, 21 юли 1961 г., суборбитален, височина 190 км и Джемини 3, 23 март 1965 г., орбитален; 3. Гордън Купър – Мъркюри 9, 15 май 1963 г., орбитален и Джемини 5, 21 август 1965 г., орбитален). През 2005 г. „астронавтски крила на НАСА“ и звание „астронавт“ получават и пилотите Робърт Уайт, Бил Дана и Джон Маккей (преминали границата от 90 км. височина), но не им е признато участие в космически полет. Останалите пилоти по Програмата получават званието „астронавт на USAF“ и почетен знак „астронавтски крила на USAF“. Това са десетте „най-високи“ полета в Програмата Х–15:
| №  | Полет     | Дата              | Скорост на полета           | Достигната височина  | Категория на полета           | Пилот          | Организация |
| -- | --------- | ----------------- | --------------------------- | -------------------- | ----------------------------- | -------------- | ----------- |
| 1  | Полет 91  | 22 август 1963    | 3794 мили/час (6106 км/час) | 67.0 мили (107.8 км) | суборбитален космически полет | Джо Уокър      | НАСА        |
| 2  | Полет 90  | 19 юли 1963       | 3710 мили/час (5970 км/час) | 65.8 мили (105.9 км) | суборбитален космически полет | Джо Уокър      | НАСА        |
| 3  | Полет 62  | 17 юли 1962       | 3831 мили/час (6165 км/час) | 59.6 мили (95.9 км)  |                               | Робърт Уайт    | USAF        |
| 4  | Полет 174 | 1 ноември 1966    | 3750 мили/час (6040 км/час) | 58.1 мили (93.5 км)  |                               | Бил Дана       | НАСА        |
| 5  | Полет 150 | 28 септември 1965 | 3731 мили/час (6004 км/час) | 55.9 мили (90.0 км)  |                               | Джон Маккей    | НАСА        |
| 6  | Полет 87  | 27 юни 1963       | 3425 мили/час (5512 км/час) | 53.9 мили (86.7 км)  |                               | Робърт Рашуорд | USAF        |
| 7  | Полет 138 | 29 юни 1965       | 3431 мили/час (5522 км/час) | 53.1 мили (85.5 км)  |                               | Джо Енгъл      | USAF        |
| 8  | Полет 190 | 17 октомври 1967  | 3856 мили/час (6206 км/час) | 53.1 мили (85.5 км)  |                               | Пийт Найт      | USAF        |
| 9  | Полет 77  | 17 януари 1963    | 3677 мили/час (5918 км/час) | 51.4 мили (82.7 км)  |                               | Джо Уокър      | НАСА        |
| 10 | Полет 143 | 10 август 1965    | 3549 мили/час (5712 км/час) | 51.3 мили (82.6 км)  |                               | Джо Енгъл      | USAF        |

### Рекорди за достигната максимална скорост на полета
През 2012 г. Норт Американ X–15 А е официално признат от FAI за най-бързия летателен апарат пилотиран някога от човек. Рекордните полети се осъществяват във височинния диапазон 30 – 40 000 м. поради факта, че това се оказва височината, на която двигателя XLR99 достига максимална тяга. За сравнение следва да се отбележи по-ниската скорост на ракетоплана в сравнение с полета на капсулата Мъркюри. Алън Шепърд достига скорост 8340 км/час и височина 116.5 мили (187.5 км) по време на полета Мъркюри 3. Десетте най-бързи полета в програмата са:
| №  | Полет     | Дата            | Максимална скорост на полета | Пилот          | Организация |
| -- | --------- | --------------- | ---------------------------- | -------------- | ----------- |
| 1  | Полет 188 | 3 октомври 1967 | 4519 мили/час (7274 км/час)  | Пийт Найт      | USAF        |
| 2  | Полет 175 | 18 ноември 1966 | 4250 мили/час (6840 км/час)  | Пийт Найт      | USAF        |
| 3  | Полет 59  | 27 юни 1962     | 4104 мили/час (6605 км/час)  | Джо Уокър      | НАСА        |
| 4  | Полет 45  | 9 ноември 1961  | 4092 мили/час (6585 км/час)  | Робърт Уайт    | USAF        |
| 5  | Полет 97  | 5 декември 1963 | 4017 мили/час (6465 км/час)  | Робърт Рашуорд | USAF        |
| 6  | Полет 64  | 26 юли 1962     | 3989 мили/час (6420 км/час)  | Нийл Армстронг | НАСА        |
| 7  | Полет 137 | 22 юни 1965     | 3938 мили/час (6338 км/час)  | Джон Маккей    | НАСА        |
| 8  | Полет 89  | 18 юли 1963     | 3925 мили/час (6317 км/час)  | Робърт Рашуорд | USAF        |
| 9  | Полет 86  | 25 юни 1963     | 3910 мили/час (6290 км/час)  | Джо Уокър      | НАСА        |
| 10 | Полет 105 | 29 април 1964   | 3905 мили/час (6284 км/час)  | Робърт Рашуорд | USAF        |

#### Разпределение на летателните часове
По време на Програмата Х-15 са осъществени 199 изпитателни полета и са постигнати внушителни резултати както по отношение на достигната височина, така и по отношение на постигнатата максимална скорост на полета. В Таблица 6 са представени резултатите на ракетоплана в полетни часове на критичните прагове. Данните са сумарни, за трите машини участвали в изпитанията.
| № | Скорост                   | Общо времетраене на полетите      |
| - | ------------------------- | --------------------------------- |
| 1 | Мах 1 (около 1200 км/час) | 18 часа, 23 минути и 11,6 секунди |
| 2 | Мах 2 (около 2400 км/час) | 12 часа, 13 минути и 50 секунди   |
| 3 | Мах 3 (около 3600 км/час) | 8 часа, 51 минути и 12,8 секунди  |
| 4 | Мах 4 (около 4800 км/час) | 5 часа, 57 минути и 23,8 секунди  |
| 5 | Мах 5 (около 6000 км/час) | 1 час, 27 минути и 15,8 секунди   |
| 6 | Мах 6 (около 7200 км/час) | 1 минута и 16,8 секунди           |

## Дневник на полетите
- Списък на всички полети по Програмата Х-15

## Инциденти
Освен неизбежните технически несполуки, характерни за всеки експериментален летателен апарат, ракетоплана Х–15 претърпява четири сериозни злополуки, от които три завършват щастливо без човешка жертва, а една от тях е с фатален край. Най-сериозни от леките технически повреди се оказват непредвидимите отваряния на носовия колесник по време на полет, което нарушава аеродинамиката на апарата и силно затруднява неговото управление. Причината за този проблем е открита и отстранена още в края на 50–те години. На 5 ноември 1959 г. X–15 А–2 се приземява тежко и описва два завоя по време на кацане, поради малко по-голяма маса от очакваната. Пилотът Скот Кросфийлд излиза от машината невредим. Малко преди това полетът е прекъснат поради пожар в двигателя XLR11 и теглото на неизразходеното гориво се оказва прекалено голямо. На 8 юни 1960 г. наземен тест на двигателя XLR99 завършва с унищожаването на целия гръб на X–15 А–3 поради експлозия. Пилотът остава невредим. На 9 ноември 1962 г. по време на Полет 74, X–15 А–2 е тежко повреден, а пилотът Джон Маккей е сериозно ранен при приземяване с повреда в руля. Ракетопланът се ударя в земята със скорост от 290 мили в час (467 км/час) и се обръща по гръб.

### Катастрофата
Майкъл Адамс загива на 15 ноември 1967 г. с Х–15 А–3, бордови номер 56 – 6672, по време на Полет 191 (един от последните тестови полети по програмата). Катастрофата става в небето над Йоханесбург, Калифорния (на височина 18 000 м.) на високо претоварване (вертикално – около 15 – 16 g и латерално – над 8 g), при което ракетоплана се разпада. Останките му са открити на площ от 130 км². За една от причините се сочи пилотска грешка, но голяма част от експертите смятат, че се касае за т. нар. „умора на материала“, поради многото изпитателни полети, които всяка от трите машини има по това време. Така или иначе конкретна причина за катастрофата не е посочена в официалните доклади. Трагедията кара НАСА да преосмисли желанието си за продължаване на Програмата до 1975 г. и тя е прекратена официално през 1970 г., а практически – след последния Полет 199 през 1968 г.

## Развитие на Програмата Х–15
След първоначалните успехи по Програмата Х–15, USAF и НАСА решават да продължат развитието на ракетоплана с цел осъществяване на орбитален космически полет. Още преди официалния старт на Програмата, в края на 1957 г. започва конструирането на орбитален ракетоплан наречен Х-15 В. Той представлява удължена версия на Х-15 А и трябва да бъде изведен на околоземна орбита от модифицирана междуконтинентална балистична ракета SM-64 Navajo. През 1959 г. като втори етап в развитието на Програмата е конструиран по-съвършен орбитален апарат тип „глидер“ X-20 Dyna-Soar. Предвиждало се е той да бъде използван от USAF за осъществяване на военни орбитални полети. В по-ново време с тази дейност се заема космическата совалка Атлантис, която основно изпълнява задачи на USAF и Пентагона и по-рядко се използва за мисии на НАСА. През 1960 г. двата проекта за замразени, а впоследствие и закрити (декември 1963 г.), тъй като проекта Мъркюри набира скорост и НАСА решава, че това е оптималния начин за осъществяване на пилотиран космически полет. Независимо от всичко идеята за космически кораб, който да се приземява като самолет продължава да живее и след успешното приключване на Програмата Х-15. Натрупания опит позволява на САЩ да конструират космически апарат (за многократно използване) от четвърто поколение – космическата совалка Спейс шатъл. В по-ново време тази технология е използвана при създаването на SpaceShipOne, който стана първия разработен от частни лица летателен апарат, спечелил Ansari X-Prize.

## Резултати от Програмата Х–15
Програмата Х-15 е огромен успех за САЩ. Исторически погледнато това е най-успешния експериментален летателен апарат построен от човека. Постигнати са височинни и скоростни рекорди неподобрени до днес. Доказана е възможността подобен тип машини да бъдат управлявани от човек при скорости и претоварвания надхвърлящи всичко познато дотогава в летателната практика по света. Два от полетите на ракетоплана са признати от FAI за суборбитални космически полети. Постигнат е качествен напредък по отношение на използваните материали, двигатели, гориво и системи за управление. Американските инженери събират подробни данни за поведението на въздушния поток, аеродинамичното съпротивление, контрола и стабилността на въздухоплавателното средство при хиперзвукова скорост, както и за техниката на повторно навлизане в атмосферата. Осъществените 199 полета по Програмата дават на авиационната медицина всички необходими данни за поведението на човешкия организъм при екстремални височини, скорости и претоварвания. САЩ натрупват безценен опит в конструирането и експлоатацията на експериментални летателни апарати.